# جيروذ
الجَيْرُوذ (الاسم العلمي: Neotoma) هي جنس من الحيوانات تتبع فصيلة الفأرية من رتبة القوارض.